# Mariefred
Mariefred (spreek uit: mariëfreed) is een stadje in de gemeente Strängnäs, in het landschap Södermanland en de provincie Södermanlands län, in Midden-Zweden. Mariefred ligt ongeveer 80 kilometer ten westen van Stockholm. Het stadje heeft 4.925 inwoners (31 december 2005) en een oppervlakte van 252 hectare.
- De naam betekent 'Vrede van Marie' en komt van het vroegere katholieke klooster Pax Mariae.
- Slot Gripsholm ligt nabij het stadje.

## Verkeer en vervoer
Bij de plaats lopen de E20 en Länsväg 223.
Vanuit de plaats vertrekken er enkele veerboten.

## Bekende personen
- Kurt Tucholsky ligt begraven in het dorp.
- Lisa Ekdahl - Zweedse zangeres